# الکساندر نیکیفوروف
الکساندر نیکیفوروف (اوکراینی: Олександр Валерійович Нікіфоров؛ زادهٔ ۱۸ اکتبر ۱۹۶۷) بازیکن فوتبال اهل اوکراین است.
از باشگاه‌هایی که در آن بازی کرده‌است می‌توان به باشگاه فوتبال تورپیدو زاپروژیا، باشگاه فوتبال کاماز نابرژنیه چلنی، باشگاه فوتبال دینامو استاوروپول، باشگاه فوتبال سویوز-گازپروم ایژوسک، باشگاه فوتبال ام‌تی‌کی بوداپست، و باشگاه فوتبال چورنومورتس اودسا اشاره کرد.